# 한재우
한재우(1936년 11월 7일 ~ )은 오사카부 사카이시 출신의 전직 야구선수이면서 재일한국인이었지만 일본으로 귀화를 했다. 일본 이름은 니시하라 교지(西原恭治)이다. 그리고 1969년부터 1997년까지 재일동포 학생 야구단 감독을 역임했으며
현재 재일동포야구협회 회장을 맡고 있다.